# Jaune d'alizarine R
Le jaune d'Alizarine R (ou Chrome Orangé, Mordant Orange 1 ou encore acide p-nitrobenzène-azosalicylique) est un composé chimique utilisé à la fois comme indicateur de pH, comme colorant organique dans l'industrie, ou comme colorant cytoplasmique.

## Teintes
| Couleurs du jaune d'Alizarine R | forme acide jaune | zone de virage pH 10.1 à pH 12.0 | forme basique rouge |

## Structures
Structure du jaune d'alizarine (forme basique)

## Synthèse
Le jaune d'Alizarine peut être synthétisé à partir de la para-nitroaniline (comme la plupart des colorants azoïques) et de l'acide salicylique.